# منتخب أرغون لكرة القدم
منتخب أرغون لكرة القدم هو منتخب غير عضو في الفيفا يمثل منطقة منطقة أرغون في إسبانيا، أبرز نتائجه كان فوزه على منتخب تشيلي لكرة القدم بهدف دون مقابل في ديسمبر 2008 في المباراة التي أُقيمت في سرقسطة. أبرز اللاعبين ألذين لعبوا مع هذا الفريق هم ألفارو أربيلوا و ألبرتو زاباتير و أنجيل لافيتا و روبن كاني.